# Summer Jingle Bell
Summer Jingle Bell è il terzo album in studio del cantante sudcoreano J.Y. Park, pubblicato il 2 maggio 1997 sotto l'etichetta Samsung Music Hub.

## Descrizione
Summer Jingle Bell si distingue per un mix di sonorità k-pop e influenze R&B, che consolidarono lo stile distintivo di J.Y. Park sia come cantante che come produttore. I temi trattati nei brani spaziano dalle relazioni personali alle riflessioni sull'amore estivo, caratterizzandosi per un'atmosfera leggera e melodica.
L'album contribuì a consolidare la reputazione di J.Y. Park non solo come artista solista, ma anche come una delle figure chiave della nascente industria del k-pop. Le sue capacità di scrittura e produzione, messe in evidenza in questo lavoro, hanno avuto un impatto significativo anche su altri artisti sotto la sua etichetta, la JYP Entertainment, che diventerà in seguito una delle più influenti in Corea del Sud.

## Accoglienza
Il disco ricevette una buona accoglienza da parte del pubblico e della critica per la sua freschezza e la qualità della produzione. Summer Jingle Bell si piazzò ai vertici delle classifiche sudcoreane, consolidando J.Y. Park come una delle principali stelle emergenti degli anni '90.

## Tracce
1. 썸머 징글벨 (Summer Jingle Bell) – 3:40
2. 그녀는 예뻤다 (She Was Pretty) – 3:11
3. 사랑인지 뭔지 (Is It Love?) – 4:02
4. 난 (I'm...) – 3:50
5. 그대로 그렇게 (My Love) – 4:15
6. 또 하루가 가고 (You Are Pretty) – 3:30
7. 그댄 예뻐요 (나의 눈엔) (As It Is) – 4:00
8. 이별 탈출 (A Day Goes By) – 3:45
9. 내 사랑아 (Farewell to Escape) – 4:10
10. 사랑할까요 (Shall We Love?) feat. Jinju – 3:55